# Anastrepha sororcula
Anastrepha sororcula är en tvåvingeart som beskrevs av Zucchi 1979. Anastrepha sororcula ingår i släktet Anastrepha och familjen borrflugor. Inga underarter finns listade i Catalogue of Life.